# Łukasz Łukaszczyk
Łukasz Łukaszczyk, född 30 juni 2007, är en polsk backhoppare.

## Karriär
Łukaszczyk började träna backhoppning som sjuåring. I augusti 2022 gjorde han sin debut i FIS-cupen och slutade på 63:e samt 78:e plats i Szczyrk. Łukaszczyk tog sina första poäng i tävlingen den 7 oktober 2023 i Villach, där han slutade på en 8:e plats.
I januari 2024 tog Łukaszczyk brons individuellt vid olympiska vinterspelen för ungdomar i Gangwon. Han var även en del av Polens lag som slutade på femte plats i den mixade lagtävlingen.